# ウォッチング・ザ・ホイールズ
「ウォッチング・ザ・ホイールズ」(英語: Watching The Wheels)は1980年に発表されたジョン・レノンの曲である。生前最後のアルバム『ダブル・ファンタジー』に収録され、「ウーマン」に続くジョンの死後第2弾シングルとして、1981年にシングル・カットされた。ビルボード誌では、1981年5月23日に週間ランキング最高位の第10位を獲得。ビルボード誌1981年年間ランキングは第97位。

## 概要
ジョン曰く、5年間の空白について語ったノベライト・ソングである。ジョンは1975年10月9日にオノ・ヨーコとの間に息子ショーン・レノンが誕生すると1980年まで、一切の音楽活動をやらずに主夫として平凡な生活を送っていた。そんなジョンの主夫生活を「最近のお前は狂っているんじゃないのか？」「かつての全盛期が恋しくないのか？」と怪異な目で見る人たちに対して「大丈夫さ、今は幸せさ」と答えるが「君が幸せなわけないだろ？」と返され、（世の中を車輪[ホイールズ]、メリーゴーランドに例え）「僕はここに座り、回る車輪を眺めるだけ。こうしているのが好きなんだ」「メリーゴーランドからはもう降りた。後は勝手に回ってくれ」とあきれる、という歌詞である。1979年にオノ・ヨーコと共に発表した「愛と沈黙のメッセージ」が歌のベースになっているという説もある。

## クレジット
- ジョン・レノン - リード・ボーカル、ピアノ、キーボード
- アール・スリック - リードギター
- ヒュー・マクラッケン - リードギター
- トニー・レヴィン - ベース
- ジョージ・スモール - キーボード、ピアノ、フェンダー・ローズ
- エリック・トロイヤー - シーケンシャル・サーキット プロフェット5、バッキング・ボーカル
- アンディ・ニューマーク - ドラムス
- マシュー・カニンガム - ダルシマー
- アーサー・ジェンキンス - パーカッション
- ミシェル・シンプソン、カッサンドラ・ウートン、シェリル・マンソン・ジャックス - バッキング・ボーカル